# 그루지 3
그루지 3(The Grudge 3)은 미국에서 제작된 토비 윌킨스 감독의 2009년 공포, 스릴러 영화이다. 매튜 나이트 등이 주연으로 출연하였고 이치세 타카시게 등이 제작에 참여하였다.

## 출연

### 주연
- 매튜 나이트
- 쇼니 스미스
- 마이크 스트라웁
- 호리우치 아이코
- 츠치야 심바
- 이케하타 에미

### 조연
- 무카이 타카츠나
- 조한나 브래디
- 보 머초프
- 제이디 홉슨
- 마리나 설티스
- 길 맥키니
- 로라 기오쉬
- 미하엘라 난코바
- 마이클 맥코이

## 제작진
- 원작자: 시미즈 다카시
- 공동제작: 제프리 비치
- 공동제작: 필립 로스
- 미술: 바비 마이클스
- 의상: 마리아 마데노바
- 배역: 선데이 볼링
- 배역: 멕 모맨